# Terra sigillata
Terra sigillata (Latijn voor gestempeld aardewerk) is de eigentijdse, sinds het begin van de 19e eeuw gebruikelijke benaming voor een fraai soort gebruiksvoorwerpen uit aardewerk, dat in de Romeinse keizertijd algemeen in omloop was.

## Technieken

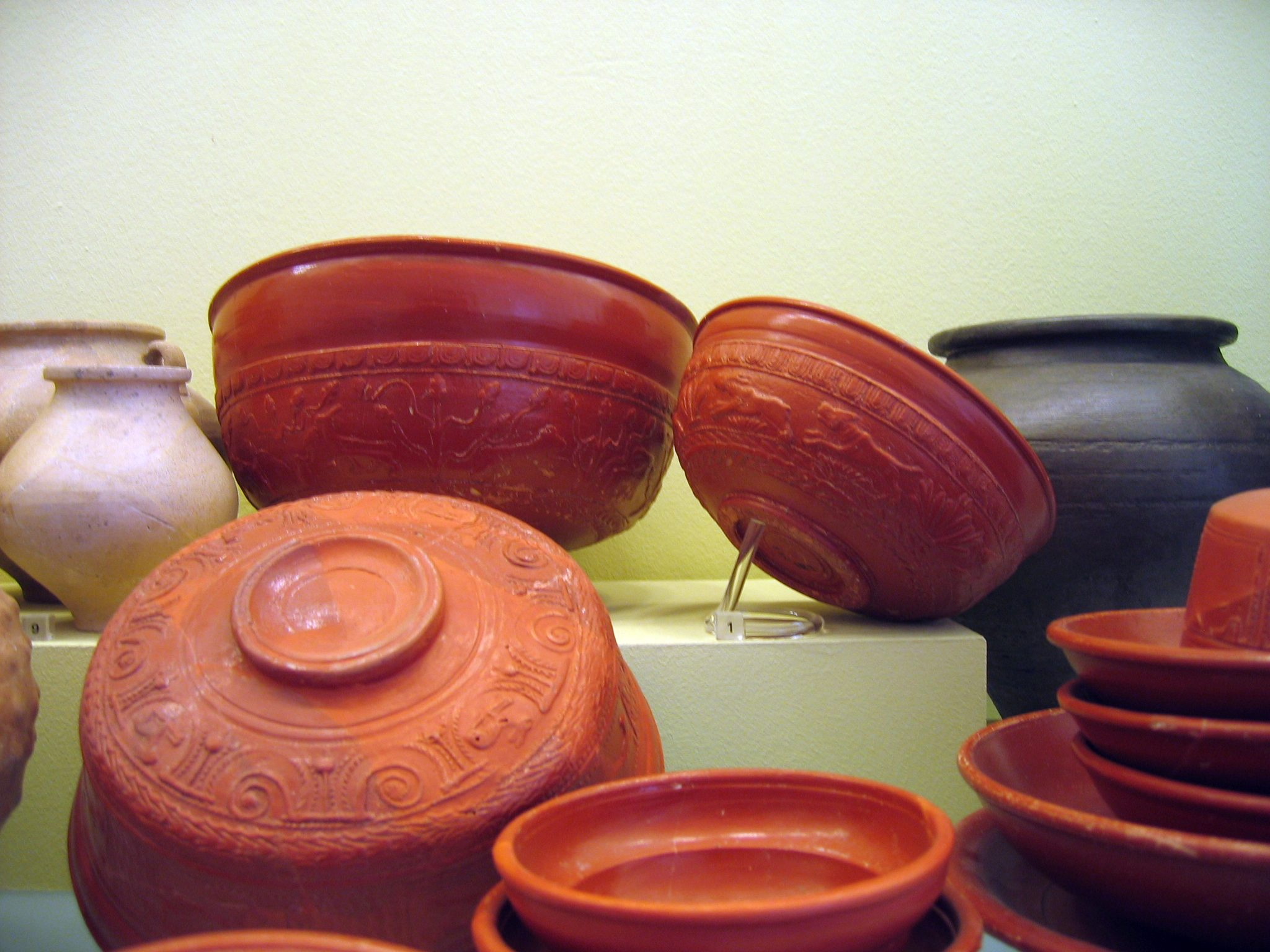
Romeins terra sigillata aardewerk

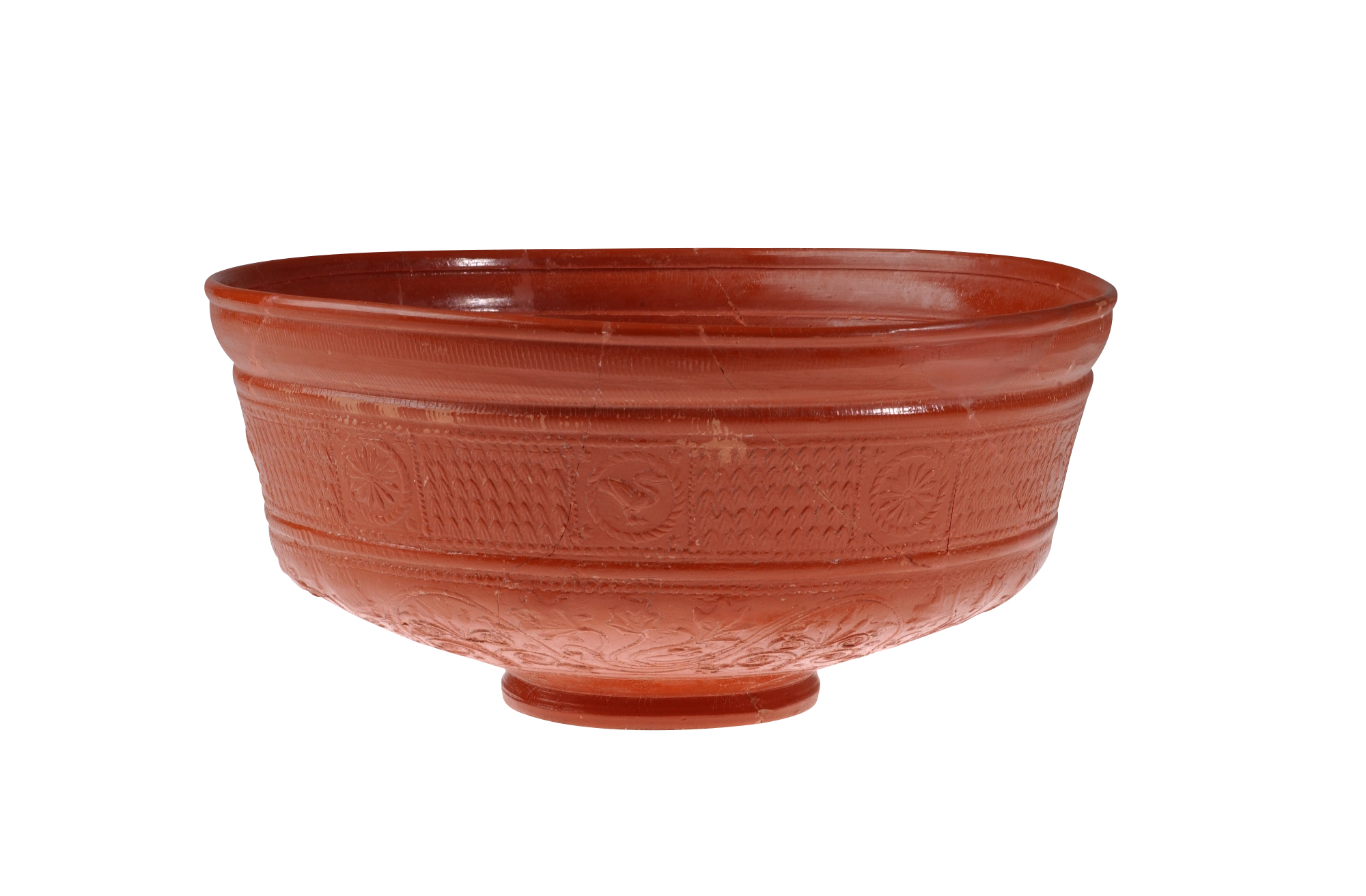
Kom in terra sigillata van La Graufesenque, gevonden te Tongeren, 50-85 n.Chr., Gallo-Romeins Museum (Tongeren)

Kenmerkend voor het vaatwerk in terra sigillata is de rode of roodbruine kleur en een glanzend oppervlak dat ofwel vlak en onversierd is, ofwel (meestal) versierd met decoratieve en/of beeldende reliëfs. Het werd steeds vervaardigd uit fijne leemsoorten met behulp van een pottenbakkerswiel. Voor de versiering van het buitenoppervlak werd in de regel gebruikgemaakt van een (gebakken) gietvorm waarin vóór het bakproces de reliëfs in negatief waren aangebracht door middel van stempels en dergelijke. De vormen van de terra sigillata-producten zijn in sterke mate geïnspireerd door gelijkaardig vaatwerk in metaal, glas of (edel)steen.

## Productie en verspreiding
De Terra sigillata behoorde bijna drie eeuwen lang tot het algemeen gangbare aardewerk in grote delen van het Romeinse Rijk, maar toch vooral in het westelijke deel ervan. De productie (nijverheid) zowel als de afzet (handel) vormden belangrijke takken van het economische leven. Van ongeveer 25 vóór tot 30 na Christus waren de belangrijkste fabricage-centra de Italiaanse steden Arretium en Puteoli. De term Arretijns aardewerk wordt overigens nog wel als synoniem voor terra sigillata gebruikt, maar dat is ten onrechte, want hij dient beperkt te blijven tot de uit Arretium afkomstige waar. 

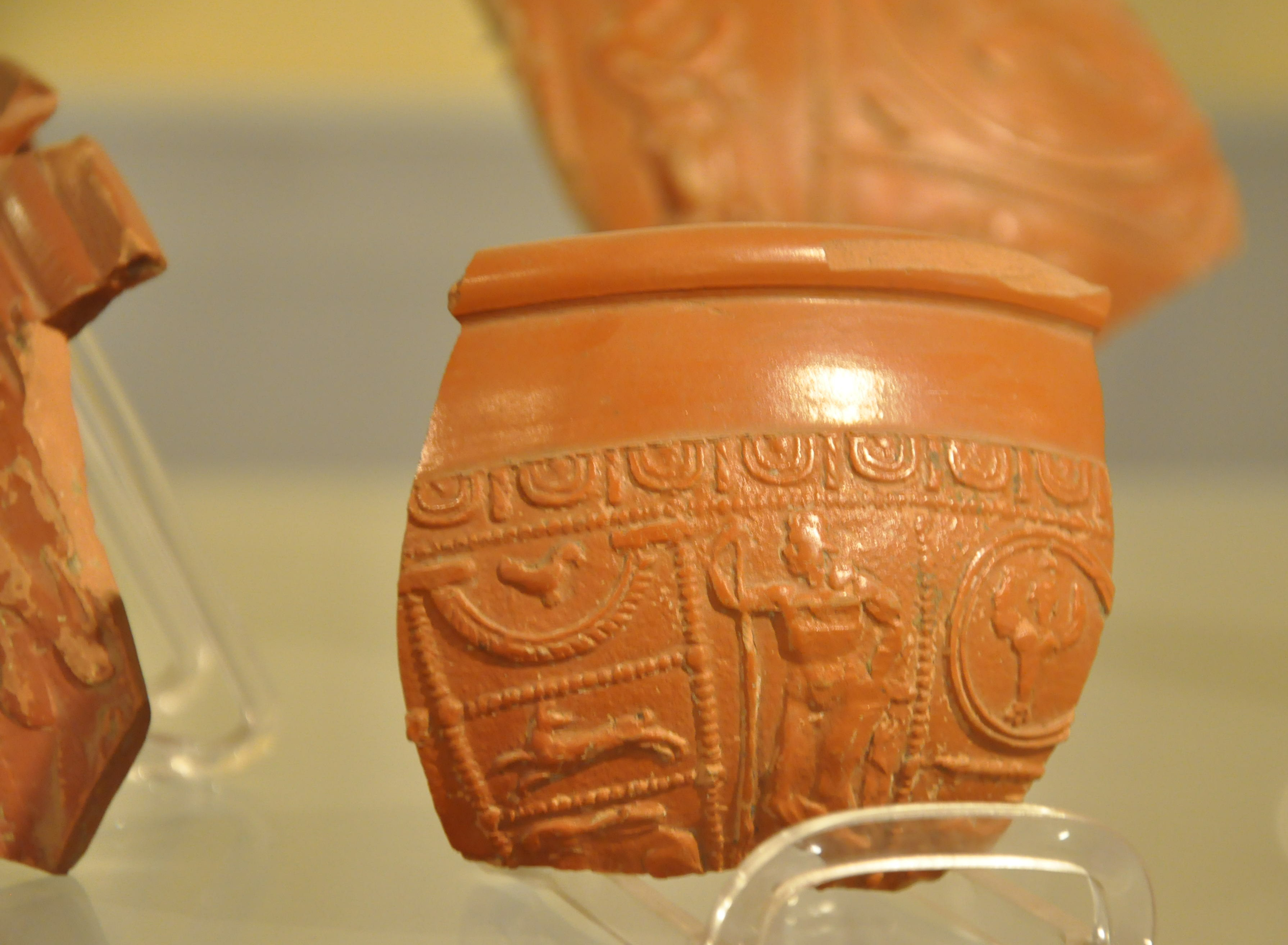
Romeinse terra sigillatascherf versierd met reliëfdecoratie, gevonden te Kerkhove, RAMS

 Vanaf ± 10 na Chr. werd de productie ook begonnen in Zuid-Gallië (La Graufesenque, Montans en Banassac), en op het einde van de 1e eeuw verplaatste het productiecentrum zich naar Midden- (Lezoux, Vichy en Luxeuil) en Noordoost-Gallië (de Argonne, La Madeleine en Chémery). Van hieruit verplaatste de productie zich in oostelijke richting (naar Vindonissa, Augusta Treverorum, Tabernae en Brigantium), tot de artistieke kwaliteit in de 3e eeuw snel achteruitging, onder meer als gevolg van de massaproductie die uitsluitend op hogere winsten was gericht. In Nederland zijn aardewerk en bakstenen op grote schaal gemaakt in Holdeurn bij Ulpia Noviomagus Batavorum. Terra sigillata vaatwerk wordt gezien als een luxe product, doch, in algemene termen, overal waar archeologen sporen van Romeinse aanwezigheid aantreffen, vinden ze ook terra sigillata scherven of zelfs intacte exemplaren. Zowel in België als in Nederland wordt dit type aardewerk dan ook in redelijke hoeveelheden op Romeinse sites aangetroffen, vooral in en rond gebouwen of in graven. 

## Terra sigillata als historische bron
De verschillen en overeenkomsten inzake de fabricage en de decoratie van terra sigillata, en vooral ook de op het vaatwerk aangebrachte pottenbakkersmerken maken het de archeologen vrij makkelijk bij de identificatie en de filiatie van diverse ateliers. Daardoor kan de terra sigillata een belangrijke bijdrage leveren aan de datering van de lagen waarin het wordt aangetroffen.